# Демре
Демре (на турски: Demre) е град в област (вилает) Анталия, Турция. Демре е с население 16 299 жители (2012). Намира се на 12 м надморска височина на около на 5 км от брега на Средиземно море. Носи името на едноименната река, преминаваща през града.

## История
Демре (преди Кале) се намира върху руините на древния град Мира в древна Ликия. Свети Никола Мирликийски Чудотворец е бил епископ на града в края на III век и първата половина на IV век и първоначално погребан там.

## Побратимени градове
- Видин, България